# Várkonyi Gabriella
Várkonyi Gabriella (Budapest, 1963. május 22.–) magyar női nemzetközi  vízilabda játékvezető. Beceneve Csucsu.
Polgári foglalkozása:Technikai vezető: FTC Vízilabda Utánpótlás Nonprofit KFT.

## Pályafutása

### Sportegyesületei
Sportolóként az úszást és a vízilabdát művelte.
- Budapesti Honvéd SE (6 év),
- Budapesti Spartacus (6 év),
- Testnevelési Főiskolán ismerkedett meg a vízilabda játékkal,
- Vasas SC-ben 1983-tól aktív vízilabdázó játékos,
- Olaszországban 14 évet pólózott a Palermóban, a Rómában, a Livornóban, a Veronában és a Padovában,
- 2010-ig, két éven át a horvát női válogatottnál volt Team Managere, a Mladost Zagreb vízilabda klub női csapatának edzője,
- legnívósabb sporteseménye a 2014-es budapesti nyári európai vízilabda-torna

### Nemzeti játékvezetés
Vízilabda sportolóként kezdte, egyesületéből lett válogatott sportoló. A női játékvezetés fejlesztésének elősegítésére a budapesti szövetségnél 1984-ben tett szakmai vizsgát.

### Nemzetközi játékvezetés
A Magyar Vízilabda-szövetség Játékvezető Bizottsága (JB) 1986-ban terjesztette fel nemzetközi játékvezetőnek, az Európai Úszószövetség (LEN) JB női bíróinak keretébe. Több nemzetek közötti válogatott és klubmérkőzést vezetett. Nemzetközi sportversenyen első alkalommal 1986-ban a belgrádi U15-ös viadalon fújta a sípot. 2012-ben Londonban az előolimpián tevékenykedhetett. 2013-ban a vóloszi U20-as világbajnokságon és a kazanyi Universiadén sípolt.

## Szakmai sikerek
- Norvégiában Oslo adott otthont az első, az 1985-ös női vízilabda-Európa-bajnokságnak, ahol a magyar válogatott tagjaként ezüstérmes;
- Spanyolországban Madridban rendezték az első, az 1986-os női vízilabda-világbajnokságnak, ahol a magyar válogatott tagjaként 5. helyezett lett.